# Kup europskih prvaka u rukometu 1971./72.
Ovo je dvanaesto izdanje Kupa europskih prvaka u rukometu i prvo koje je osvojio hrvatski klub. Nakon prvog i drugog kruga izbacivanja igrale su se četvrtzavršnica, poluzavršnica i završnica. Završnica se igrala u Dortmundu ().
U Kupu europskih prvaka sudjelovao je hrvatski klub Partizan iz Bjelovara.

## Turnir

### Četvrtzavršnica
- Partizan Bjelovar -  FH Hafnarfjördur 27:8, 28:14 (ukupno 55:22)
- MAI Moskva -  IK Hellas Stockholm 13:9, 12:9 (ukupno 25:18)
- Oppsal IF Oslo -  VfL Gummersbach 18:13, 13:19 (ukupno 31:32)
- Tatran Prešov -  Efterslaegten BK Kopenhagen 18:14, 24:13 (ukupno 42:27)

### POluzavršnica
- Partizan Bjelovar -  MAI Moskva 21:14, 11:17 (ukupno 32:31)
- VfL Gummersbach -  Tatran Prešov 12:5, 18:19 (ukupno 30:24)

### Završnica
- Partizan Bjelovar -  VfL Gummersbach 19:14

- europski prvak:  Partizan Bjelovar (prvi naslov)